# Makary Kaniowski
Makary Kaniowski, nazwisko świeckie Tokarzewski (ur. 1605 w Owruczu, zm. 28 sierpnia?/7 września 1678 w Kaniowie) – mnich prawosławny i święty męczennik. 

## Życiorys
Ukończył szkołę przy monasterze w Owruczu. Najpóźniej w 1620 zmarli jego rodzice; podjął wówczas decyzję o wstąpieniu do tegoż klasztoru jako posłusznik. W 1625 był już mnichem i za zgodą przełożonego wyjechał z dotychczasowej wspólnoty do Pińska, gdzie został skierowany przez miejscowego biskupa do monasteru Wprowadzenia Matki Bożej do Świątyni w Kupiatyczach. W 1630 został wyświęcony na hierodiakona, zaś w 1632 – na hieromnicha. Zyskał sławę wzorowego mnicha i ascety, toteż w 1637 wspólnota monasteru św. Szymona w Brześciu poprosiła przełożonego monasteru w Kupiatyczach o wyznaczenie go na nowego przełożonego. W 1637 Makary jeździł do Kijowa w celu przekazania metropolicie Piotrowi pieniędzy zebranych w monasterze na przebudowę soboru Mądrości Bożej w Kijowie. Metropolita wyznaczył go wówczas na przełożonego Kamienieckiego Monasteru Zmartwychwstania Pańskiego. Makary pełnił tę funkcję do przejęcia klasztoru przez unitów w 1642. Wrócił do klasztoru w Kupiatyczach i pozostawał jego przełożonym do 1656, gdy stanął na czele jednego z monasterów w Pińsku. W 1660 został z kolei przełożonym monasteru Zaśnięcia Matki Bożej w Owruczu, z godnością archimandryty. Pozostawał w tym klasztorze do 1671, gdy w spustoszonym przez Tatarów monasterze nie pozostał oprócz niego żaden mnich. Udał się do Monasteru Kijowsko-Pieczerskiego, po czym na polecenie metropolity kijowskiego Józefa został przełożonym monasteru w Kaniowie. 
Został zamordowany w czasie najazdu tureckiego w 1678. W 1688, według tradycji, po otwarciu jego grobu okazało się, że jego ciało nie uległo rozkładowi. Przeniesiono je wówczas do cerkwi Zmartwychwstania Pańskiego w Perejasławiu. W 1713 relikwie mnicha, uznawanego za świętego, wystawiono w cerkwi monasteru św. Michała Archanioła w Perejasławiu, zaś w 1786 przeniesiono je do monasteru Wniebowstąpienia Pańskiego w tym samym mieście. Wśród prawosławnych I Rzeczypospolitej Makary Kaniowski był jednym z najbardziej czczonych świętych, obok Gabriela Zabłudowskiego, Hioba Poczajowskiego i Atanazego Brzeskiego.
W 1942 relikwie przeniesiono do cerkwi Trójcy Świętej w Czerkasach, zaś w 1965 – do soboru Narodzenia Matki Bożej w tym samym mieście. Makary należy również do ustanowionego w 2011 Soboru Świętych Kijowskich.